# Arnac
Arnac – miejscowość i gmina we Francji, w regionie Owernia-Rodan-Alpy, w departamencie Cantal. W 2013 roku jej populacja wynosiła 160 mieszkańców. 